# Abronia frosti
Abronia frosti es una especie de lagartos diploglosos de la familia Anguidae. Es endémico de la sierra de los Cuchumatanes, en el departamento de Huehuetenango, Guatemala. Su rango altitudinal se encuentra alrededor de 2800 - 2900 m s. n. m..

## Estado de conservación
Se encuentra amenazada por la pérdida de su hábitat natural.